# 狂ったバカンス
『狂ったバカンス』（原題：La Voglia matta）は、1962年のイタリア映画。
カトリーヌ・スパーク主演の青春映画。彼女がブレイクするきっかけになった映画で小悪魔的な美少女に翻弄される中年男を描いた作品である。スパークのロリータ的魅力で日本でもヒットした。

## キャスト
- カトリーヌ・スパーク：フランチェスカ
- ウーゴ・トニャッツィ：アントニオ